# Robert Vágner
Robert Vágner (ur. 12 maja 1974 w Pilźnie) – czeski piłkarz występujący na pozycji napastnika.

## Kariera klubowa
Vágner jako junior grał w zespołach Lokomotiva Pilzno oraz Škoda Pilzno. W 1992 roku został włączony do pierwszej drużyny Škody, grającej w drugiej lidze czechosłowackiej. Od sezonu 1993/1994 występował z nią w pierwszej lidze czeskiej pod nazwą Viktoria Pilzno. Grał tam do końca sezonu 1994/1995.
W 1995 roku Vágner przeszedł do Slavii Praga, również występującej w pierwszej lidze. W sezonie 1995/1996 zdobył z nią mistrzostwo Czech, a w sezonach 1996/1997 oraz 1998/1999 - Puchar Czech. W 2000 roku odszedł do innego pierwszoligowca, FK Teplice, gdzie spędził sezon 2000/2001.
W 2001 roku przeszedł do węgierskiego Újpestu, z którym w sezonie 2001/2002 zdobył Puchar Węgier. W 2002 roku został graczem niemieckiego Energie Cottbus. W Bundeslidze zadebiutował 17 sierpnia 2002 w przegranym 0:5 meczu z VfL Bochum. 23 marca 2003 w przegranym 1:3 pojedynku z Herthą BSC strzelił natomiast pierwszego gola w Bundeslidze. W sezonie 2002/2003 wraz z Energie zajął ostatnie miejsce w lidze i spadł do 2. Bundesligi.
W 2004 roku Vágner odszedł do węgierskiego Ferencvárosi TC. W sezonie 2004/2005 wywalczył z nim wicemistrzostwo Węgier. W 2005 roku wrócił do Viktorii Pilzno, gdzie tym razem spędził jeden sezon. W kolejnych latach grał w greckim drugoligowcu APS Panthrakikos, a także niemieckich amatorskich drużynach DJK Vilzing oraz ASV Cham. W 2009 roku zakończył karierę.

## Kariera reprezentacyjna
W reprezentacji Czech Vágner zadebiutował 13 grudnia 1995 w wygranym 2:1 towarzyskim meczu z Kuwejtem. W latach 1995–1999 w drużynie narodowej rozegrał 2 spotkania.